# سرگئی پولتوراتسکی
سرگئی پولتوراتسکی (روسی: Сергей Александрович Полторацкий؛ زادهٔ ۲۷ اکتبر ۱۹۴۷) ورزشکار وزنه‌برداری اهل اتحاد جماهیر شوروی سوسیالیستی است.
وی در مسابقات کشوری و بین‌المللی در مجموع برندهٔ ۱ مدال طلا، ۲ مدال نقره شده‌است.